# أنيلين كوريفيتس
أنيلين كوروفيتس (3 ديسمبر 1986) عارضة أزياء مقدمة برامج تليفزيونية وحاملة لقب ملكة جمال بلجيكية بعدما توجت ملكة في مسابقة ملكة جمال بلجيكا 2007 في 19 ديسمبر 2006. كممثل رسمي لبلجيكا شاركت في 28 مايو 2007 بمسابقة ملكة جمال الكون 2007 في مكسيكو سيتي، لكنه فشلت في ترتيبها ضمن أفضل خمسة عشر متسابقة في مسابقة الجمال. في عام 2015
أطلقت أنيلين كوريفيتس أول مجموعة مجوهراتها بالتعاون مع هيلدا وويم دي فولك (أخ وأخت)، الذين لديهم سنوات من الخبرة في عالم التصميم الداخلي.
بدأت مسيرتها الإعلامية بصفتها ملكة جمال بلجيكا، بالمشاركة في برامج ترفيهية حتى أعطية فرصة تقديم برامج التلفزيوني منذ عام 2016 ، شاركت في تقديم مع الهولندي ريك براندستيدر للبرنامج التلفزيوني جزيرة الإغراء. يتم بث هذا في بلجيكا على قناة فايف التلفزيونية وفي هولندا على آر تي أل 5.

## نشأتها
نشأت في عائلة فلمنكية غربية متوسطة، في أسرة من أربع أطفال، انفصل والدها عن بعضهما عندما كانت في عمر 16 عامًا. عاشت خلال شبابها في Wevelgem. توقفت عن الدراسة في مجال علوم الاتصال خلال سنة حكمها. في العام التالي، اتخذت قرارًا بالعودة إلى المدرسة ومواصلة مسيرتها في عرض الأزياء.
تعيش في ويتشتشات (بلدية هوفيلاند). استأنفت أنيلين كورفيتس دراستها في علوم الاتصال في سبتمبر 2008.

## مسابقة الجمال
في عام 2007 ، شاركت آنيلين، ملكة جمال بلجيكا، في انتخابات ملكة جمال الكون وذهبت إلى مكسيكو سيتي للقيام بذلك، لكنه فشلت في ترتيبها ضمن أفضل خمسة عشر متسابقة في مسابقة الجمال ولإثارة هذه الذاكرة المريرة عبرت:
| أنيلين كوريفيتس | "لقد حُبسنا في أحد الفنادق لمدة شهر مع جميع المشاركات. كنا مائة فتاة في طابق واحد لم يُسمح لنا بالمغادرة. حيث يمكن أن نناقش ، ولكن بخلاف ذلك كان علينا أن نقضي كل الوقت في غرفتنا ، وماذا تفعلون عندما تشعرون بالملل؟ نبدأ في تناول الطعام ، أو على الأقل هذا ما فعلته. لقد عشت حتى اليوم الذي قيل لي فيه أن صورة جماعية كبيرة ظهرت في الصحيفة مع تعليق قاسي عليها : "لقد اكتسبت ملكة جمالنا وزنا"، ألا يعرف الصحفي مدى تأثير ذلك علينا | أنيلين كوريفيتس |

 .

## حياتها الشخصية
• أرتبطت مع لاعب كرة القدم البلجيكي أوليفير ديشاشت في علاقة تمتد لثلاثة عشر عامًا، أنجبا طفلين هم إيلينا ولويس. عاشو منها أكثر من سنة ونصف في رباط الزوجية، تزوجا سرا في نوفمبر 2017 ، زفاف مدني دون أجراس، تزوجا أيضا في الكنيسة في يونيو 2018. قالوا إنهم أرادوا الانتظار حتى يكبر أطفالهم بما يكفي لتجربة زواجهم، ثم حصل انفصال هادئ.

## الروابط الخارجية
- أنيلين كوريفيتس على إنستغرام

| سبقه فيرجيني كلايس | ملكة جمال بلجيكا 2007 | تبعه أليزيه بوليسيك |